# Itku Pitkästä Ilosta
Itku Pitkästä Ilosta è un album studio del gruppo heavy metal finlandese Timo Rautiainen & Trio Niskalaukaus, pubblicato nel 2000.

## Tracce
1. Rajaton rakkaus – 3:42
2. Pahin kaikista – 4:59
3. Rahat ja henki – 3:57
4. Rajatila – 4:22
5. Itku pitkästä ilosta – 5:04
6. Kuusikymmentäkaksi – 4:49
7. Hiljaista – 4:35
8. Lintu – 6:55

## Formazione
- Timo Rautiainen - voce, chitarra
- Seppo Pohjolainen - batteria, cori
- Jarkko Petosalmi - chitarra
- Nils Ursin - basso, tastiere
- Karri Rämö - chitarra